# 科瓦林斯科耶湖
55°37′53.83″N 49°10′9.18″E / 55.6316194°N 49.1692167°E
科瓦林斯科耶湖（俄语：Ковалинское озеро），是俄羅斯的湖泊，位於該國西部韃靼斯坦共和國，由萊舍沃區負責管轄，長4.21公里、寬0.95公里，面積1.25平方公里，平均水深3米，最大水深12米。